# Gare de Røra
La gare de Røra  est une gare ferroviaire norvégienne de la ligne Nordlandsbanen, située sur le territoire de la commune d'Inderøy dans le comté et région de Trøndelag.

## Situation ferroviaire
Établie à 52 mètres d'altitude, la gare de Røra est située au point kilométrique (PK) 105.47, entre les gares ouvertes de Verdal et de Sparbu.

## Histoire
La gare de Røra est mise en service en 1905.

## Service des voyageurs

### Accueil
C'est une halte, un point d'arrêt non géré, à entrée libre. Elle dispose d'une aubette sur le quai. 

### Desserte
Røra est desservie par la ligne locale (appelée  Trønderbanen) reliant Lerkendal à Steinkjer. 

### Intermodalité
Un parc pour les vélos et un parking (25 places) pour les véhicules y sont aménagés.